# Arie van der Beek

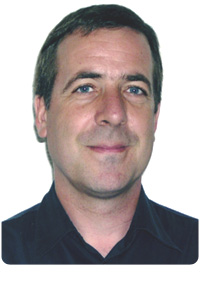
Arie van der Beek

Arie van der Beek (Den Haag) is een Nederlands hoboïst.

## Levensloop
Van der Beek behaalde zijn diploma van uitvoerend musicus aan het Koninklijk Conservatorium van Den Haag, waar hij studeerde onder Heinz Friesen. Hij vervolmaakte zich als leerling van Paul Dombrecht aan het Koninklijk Conservatorium van Brussel, waar hij in 1989 afstudeerde met de eerste prijs hobo, en een grote onderscheiding voor Engelse hoorn (althobo). Daarnaast volgde hij verscheiden masterclasses, onder meer bij Maurice Bourgue.
Na zijn studies begon hij als vaste invaller eerste hobo in het Brabants Orkest en was hij een veelgevraagde medewerker bij het Rotterdams Philharmonisch Orkest. Hij bracht regelmatig kamermuziek samen met diverse ensembles.
In 1989 werd hij solohoboïst bij het Symfonisch Orkest van de Vlaamse Opera.
In 1993 was hij laureaat van de Alken-Maes Cultuurprijs.
Momenteel is hij als hoofdvakleraar hobo verbonden aan het Leuvense Lemmensinstituut, als docent manama hedendaagse muziek in het Luca en is hij een vaste coach voor de houtblazers bij het Leuvense jeugdorkest Frascati Symphonic.

## Samenwerkingen
- Vlaamse Opera
- Frascati Symphonic onder leiding van Kris Stroobants
- Oxalys Ensemble
- Soffio Blaaskwintet